# 新城镇 (镇原县)
新城镇，是中华人民共和国甘肃省庆阳市镇原县下辖的一个乡镇级行政单位。
2015年，甘肃省民政厅批复同意撤销新城乡，设立新城镇。

## 行政区划
新城镇下辖以下地区：
杜寨村、闫寨村、高庄村、新城村、郭沟村、东庄村、耿沟村、南坡村、孙奄村、孟寨村、曹城村、小岘村、朱塬村和惠沟村。